# Gregg Sulkin
Gregg Sulkin (Londra, 29 maggio 1992) è un attore britannico naturalizzato statunitense.
È noto soprattutto per aver interpretato Mason nella serie Disney I maghi di Waverly e per il ruolo di Liam Booker nella serie Faking It - Più che amiche.

## Biografia
Gregg Sulkin è di religione ebraica e ha celebrato il suo Bar Mitzvah al Muro Occidentale di Gerusalemme. Ha frequentato la Highgate School in Highgate, Londra.
La sua carriera inizia nel 2002 con la miniserie televisiva Zivago, nel ruolo di Seryozha. Poi continua nel 2006 con Sixty Six (dove è protagonista) e Man on the Moon.
Nel 2007 ha preso parte a Rotten Apple, come narratore. Poi nel 2009 con Le avventure di Sarah Jane.
Ha interpretato il ruolo di Wesley Fitzgerald, fratello minore di Ezra Fitz, nella terza stagione della serie Pretty Little Liars.
Interpreta il ruolo di Chase Stein di Runaways dalla prima stagione alla terza stagione.
Nel 2019 apre un canale YouTube con Cameron Fuller e i due iniziano a caricare settimanalmente video. Dall'estate 2020 Gregg insieme ad alcuni attori de I maghi di Waverly (quali David Henrie o Jennifer Stone) realizza dei video inerenti alla serie.

## Filmografia

### Cinema
- Sixty Six, regia di Paul Weiland (2006)
- The Heavy, regia di Marcus Warren (2010)
- White Frog, regia di Quentin Lee (2012)
- Camilla Dickinson, regia di Cornelia Moore (2012)
- Yak, regia di Prapas Cholsaranont - voce (2012)
- Another Me, regia di Isabel Coixet (2013)
- Frog Kingdom, regia di Nelson Shin e Melanie Simka - voce (2013)
- LifeTime, regia di Paul T.T. Easter (2014)
- Affluenza, regia di Kevin Asch (2014)
- Anti-Social, regia di Reg Traviss (2015)
- Don't Hang Up, regia di Alexis Wajsbrot e Damien Mace (2015)
- Status Update, regia di Scott Speer (2018)
- Deported, regia di Tyler Spindel (2020)
- This is the Year, regia di David Henrie (2020)
- La lista (The List), regia di Melissa Miller Costanzo (2022)
- Keeper of the Cup, regia di Jason Priestley (2022)
- The Throwback, regia di Mario Garcia (2023)
- The Six Triple Eight, regia di Tyler Perry (2024)

### Televisione
- Zivago (Doctor Zivago) – miniserie TV, regia di Giacomo Campiotti (2002)
- Man on the Moon, regia di Rupert Edwards – film TV (2006)
- As the Bell Rings – serie TV, 26 episodi (2007)
- Le avventure di Sarah Jane (The Sarah Jane Adventures) – serie TV, episodi 3x03 e 3x04 (2009)
- Avalon High, regia di Stuart Gillard – film TV (2010)
- I maghi di Waverly (Wizards of Waverly Place) – serie TV, 22 episodi (2010-2012)
- R. L. Stine's The Haunting Hour – serie TV, episodio 1x20 (2011)
- Melissa & Joey – serie TV, episodi 2x04, 2x07 e 2x08 (2012)
- Pretty Little Liars – serie TV, 4 episodi (2012-2013)
- Il ritorno dei maghi - Alex vs. Alex (The Wizards Return: Alex vs. Alex), regia di Victor Gonzalez – film TV (2013)
- A Daughter's Nightmare, regia di Vic Sarin – film TV (2014)
- Delirium, regia di Rodrigo García – film TV (2014)
- Faking It - Più che amiche (Faking It) – serie TV, 38 episodi (2014-2016)
- Life in Pieces – serie TV, episodio 1x20 (2016)
- Young & Hungry - Cuori in cucina (Young & Hungry) – serie TV, episodio 4x06 (2016)
- Drink Slay Love, regia di Vanessa Parise – film TV (2017)
- Runaways – serie TV, 33 episodi (2017-2020)
- A Cinderella Story: Christmas Wish, regia di Michelle Johnston –film TV (2019)
- Pretty Smart – serie TV (2021)
- Lopez vs Lopez – serie TV, episodio 1x16 (2023)
- World on Fire – serie TV, 6 episodi (2023)

### Videoclip
- Karma's Not Pretty - Temara Melek (2013)
- Crying In The Mirror - Cara Delevigne (2020)

## Doppiatori italiani
Nelle versioni in lingua italiana dei suoi lavori, Gregg Sulkin è stato doppiato da:
- Manuel Meli in Sixty Six, Runaways
- Lorenzo De Angelis in I maghi di Waverly
- Fabrizio De Flaviis in Avalon High
- Claudio Ammendola in Pretty Little Liars
- Andrea Oldani in Faking It - Più che amiche
- Alessandro Campaiola in A Cinderella Story: Christmas Wish